# Le Grand Mal
Le grand mal est un album de bande dessinée, réalisé par Mazan de 1988 à 1990. Édité aux éditions Delcourt en septembre 1990, il constitue le premier opus de la série « L'Hiver d'un monde ». Aujourd'hui épuisé, on le retrouve dans l'intégrale de L'Hiver d'un monde paru en 2001.

## Synopsis
Dans un univers étrange où cohabitent les Aériens et les Terriens, Arndt, dissident politique aérien, est capturé après l'abandon des siens. Il est aussitôt envoyé à Aménophis IV, bagne situé en pleine mer, qui reçoit escrocs, voleurs, assassins, etc.
C'est là qu'il rencontre le cleptomane terrien Timéon, avec lequel il se lie d'amitié. Après avoir réussi à s'évader, les deux compagnons se retrouvent sur un chantier dont les ouvriers creusent, sans but apparent, d'énormes fossés...